# Sobrado do Engenho Lagoa e respectiva Capela
O Sobrado do Engenho Lagoa e respectiva Capela é uma edificação localizada em São Sebastião do Passé, município do estado brasileiro da Bahia. Foi tombado pelo Instituto do Patrimônio Histórico e Artístico Nacional (IPHAN) em 1942, através do processo de número 313.

## Arquitetura
O conjunto de sobrado e capela implanta-se sobre uma elevação de onde se dominam extensas pastagens, anteriormente ocupadas por canaviais. A capela se situa à esquerda da casa, muito próxima da mesma. A construção deste conjunto, um dos mais requintados do Recôncavo Baiano, deve datar do final do século XVIII, ainda que não se saiba com precisão, o que é indicado pela simetria de sua composição.
O sobrado desenvolve-se em dois níveis: o primeiro formado pelo saguão e dependências e o segundo por salões, quartos, cozinhas etc. Devido à topografia, o segundo piso se apoia sobre arcaria, na frente e, no fundo, sobre o terreno. A monumentalidade caracteriza-o volumetricamente. O requinte de seu tratamento arquitetônico pode ser observado na disposição dos cunhais e cornija que emolduram a fachada, pelo desenho da arcaria, com segmentos côncavos e outros convexos e pelo correr de janelas de púlpito com gradil de ferro e sobreverga ondulada, do pavimento nobre.
A capela, dedicada ao Espírito Santo, apresenta nave única ladeada por galerias abertas para o exterior e capela-mor flanqueada por sacristias. A da direita, abre-se diretamente sobre a capela por um vão guarnecido por treliças de madeira. Sua fachada principal apresenta porta central ladeada por duas janelas, que são superpostas por outras de igual número, no coro. O óculo foi modificado quando da reforma da casa-grande, no final dos oitocentos. O jogo de telhados – de duas águas, de meias-águas e alturas diferenciadas – conferem leveza ao volume.
Foi tombado pelo IPHAN em 1942, recebendo tombo histórico (Inscrição 189/1942) e tombo de belas artes (Inscrição 256/1942).